# 차가운 바람과 짝사랑/ENDLESS SKY/One and Only
《쓰메타이 가제토 가타오모이/ENDLESS SKY/One and Only》(冷たい風と片思い／ENDLESS SKY／One and Only 차가운 바람과 짝사랑/ENDLESS SKY/One and Only[*])는 2015년 12월 29일 발매된 모닝구무스메'15의 예순 번째 싱글이다.

## 개요
- 모닝구무스메의 다섯 번째 트리플 A 사이드 (A면) 싱글.
- 사야시 리호의 마지막 참가 싱글
- 초회한정반 A, B, C, 통상반 A, B, C의 6 형태로 발매.
- 초회한정반 A, B, C에는 DVD가 같이 수록되고 있다.
- 모든 초회한정반에는 이벤트 추첨 일련 번호 카드가 봉입되고 있다.
- 3번째 트랙은 가사가 영어로만 되어있다.

## 수록곡

### CD
1. 冷たい風と片思い
작사, 작곡 : 층쿠 / 편곡 : 오쿠보 카오루
2. ENDLESS SKY
작사, 작곡 : 층쿠 / 편곡 : 히라타 쇼이치로
3. One and Only
작사, 작곡 : 층쿠 / 영역사 : ALISA / 편곡 : 히라타 쇼이치로
가사가 영어로 되어있다.
4. 冷たい風と片思い (Instrumental)
5. ENDLESS SKY (Instrumental)
6. One and Only (Instrumental)

### DVD
초회한정반 A
1. 冷たい風と片思い (Music Video)

초회한정반 B
1. ENDLESS SKY (Music Video)

초회한정반 C
1. One and Only (Music Video)

## 차트
- 일간최고순위 1위 (오리콘 차트)
- 주간최고순위 1위 (오리콘 차트)